# Champions olympiques marocains
3 000Liste des sportifs et sportives marocains (par sport et par chronologie) médaillés d'or lors des Jeux olympiques d'été et d'hiver, à titre individuel ou par équipes, de 1960 à 2016.

## Jeux olympiques d'été

### Athlétisme
| Nom                 | Discipline(s)       | Année(s) |
| ------------------- | ------------------- | -------- |
| Saïd Aouita         | 5 000 m (H)         | 1984     |
| Nawal El Moutawakel | 400 m haies (F)     | 1984     |
| Brahim Boutayeb     | 10 000 m (H)        | 1988     |
| Khalid Skah         | 10 000 m (H)        | 1992     |
| Hicham El Guerrouj  | 1 500 m (H)         | 2004     |
| Hicham El Guerrouj  | 5 000 m (H)         | 2004     |
| Soufiane EL Bakkali | 3 000 m steeple (H) | 2020     |

## Jeux olympiques d'hiver
Le Maroc n'a jamais remporté de titre aux Jeux olympiques d'hiver.